# Faust Brădescu
Faust Brădescu (n. 1912 – d. 2000) a fost un filozof al politicii, om politic român, comandant legionar și scriitor, doctor în drept la București și în filozofie politică la Paris.
După cel de-al doilea război mondial, după o scurtă ședere în Franța, alege calea exilului transatlantic și se stabilește în Brazilia, unde înființează Editura Dacia, axată pe subiecte referitoare la România și activează ca educator în calitate de profesor de drept și de filozofie politică la Universitatea Pro Deo din Rio de Janeiro.
În 1971 s-a întors în Franța, unde a devenit șeful secției de programare, studii și documentare al Mișcării Legionare din exil.

## Operă
Opera sa scrisă și publicată cuprinde 48 de titluri.
- Poeme Fără Țară, éd Carpații, Madrid, 1954[3];
- Poezia Lirică Japoneză, éd Carpații, Colectia „Carpații” nr. 15, Madrid, 1962[4];
- Antimachiavelism Legionar, éd Carpații, Colectia „Carpații” nr. 18, Madrid, 1962[5];
- Antimachiavélisme Légionnaire, Colecția Dacia nr. 2, Rio de Janeiro, 1963;
- Conducere și Disciplină, Colecția Dacia nr. 4, Rio de Janeiro, 1966;
- Le Nid, unité de base du mouvement Légionnaire, éd. Carpații, Madrid, 1973;
- Les trois épreuves légionnaires. Éléments de doctrine, éd. Prométhée, Paris 1973;
- De Vorbă Cu Noii Refugiați,  éd Carpații, Biblioteca de documentare Dacia nr. 1, Madrid, 13 Ianuarie 1974[6];
- Tineretul și Mișcarea Legionară, éd Carpații, Biblioteca de documentare Dacia nr. 2. Madrid, 23 August 1974[6];
- Mișcarea Legionară și Spiritul Religios, éd Carpații, Biblioteca de documentare Dacia nr. 3, Madrid, 23 August 1974[6];
- Legile Fundamentale ale Cuibului, éd Carpații, Biblioteca de documentare Dacia nr. 4, Madrid, 13 Ianuarie 1975[6];
- Programe, éd Carpații, Biblioteca de documentare Dacia nr. 5, Madrid, 1 Mai 1977[6];
- Cele Trei Elemente De Bază Ale Organizației Legionare,  éd Carpații, Biblioteca de documentare Dacia nr. 6, Madrid, 1977[6];
- Omul Legionar și „Omul Nou”, éd Carpații, Biblioteca de documentare Dacia nr. 7, Madrid[6];
- Întru Înțelegerea Mișcării Legionare, éd Carpații, Biblioteca de documentare Dacia nr. 9, Madrid, 30 Noiembrie 1977;[6];
- Mișcarea Legionară și Libertatea, éd Carpații, Biblioteca de documentare Dacia nr. 10, Madrid[6];
- Nicadorii, Decemvirii, Răsbunatorii, éd Carpații, Biblioteca de documentare Dacia nr. 11, Madrid, 30 Noiembrie 1978[6];
- La Garde de Fer et le terrorisme, éd. Carpații, Madrid, 1979;
- Problema Egalității În Mișcarea Legionară, éd Carpații, Biblioteca de documentare Dacia nr. 14, Madrid, 1979[6];
- Clasă și națiune în concepția legionară, éd Carpații, Biblioteca de documentare Dacia nr. 16, Madrid, 1982[6];
- Echipa Morții, éd Carpații, Biblioteca de documentare Dacia nr. 19, Madrid[6];
- Corneliu Zelea Codreanu - erou neo-cosmogon, éd Carpații, Madrid, 1979[7];
- Victorii legionare, Éditions Libertatea, New York, 1988[7];
- Legea Jertfei În Trăirea Legionară, Biblioteca de documentare Dacia nr. 17, Madrid, 1987[6];
- Guvernul de la Viena. Continuitatea statului român național-legionar, éd Carpații, Madrid, 1989;
- Cum se poate deveni legionar, Éditions Dacia, Paris, 1991[7];
- Horia Sima. Un destin...O misiune, Éditions Petroșneană, Paris, 1991 (avec une chronologie des activités de Horia Sima, p. 17-40)[7][8];
- Synthetical View of the Legionary Movement (Iron Guard), Éditions Dacia, Paris, 1992[7];
- Modificarea în adâncime în Doctrina Legionară, Éditions Dacia, Paris, 1992[9];
- Mesagiul Legionar, Éditions Dacia, Biblioteca de Documentare Dacia nr. 21, Paris, 1992[10];
- Despre Omul Nou, Éditions Dacia, Biblioteca de Documentare Dacia nr. 22, Paris, 1992[11];
- Studii legionare postbelice, editura Gordian, Timișoara, 1994[12];
- Scurtă analiză spectrală a Mișcării Legionare, Editura Majadahonda, București, 1996[7];
- Viziunea integrală a Revoluției Legionare, Editura Majadahonda, București, 1997 (ed. Radu-Dan Vlad, trad. de Mădălina Martin; prefață de Gh. Buzatu)[7];
- Un deceniu de luptă în exil în slujba neamului și Legiunii, Volumul I, Editura Majadahonda, București, 1997[13];
- Un deceniu de luptă în exil în slujba neamului și Legiunii, Volumul II, Editura Majadahonda, București, 1997[13];
- Mișcarea Legionară în Studii și Articole Volumul I, Editura Majadahonda, București, 1997[14];
- Mișcarea Legionară în Studii și Articole Volumul II, Editura Majadahonda, București, 1997[14];
- Doctrine Politice. Drept și politică internațională, Volumul I, Editura Majadahonda, București, 1999[15];
- Doctrine Politice. Filozofie politică și socială, Volumul II, Editura Majadahonda, București, 1999[15];
- Mișcarea Legionară în Studii și Articole Volumul III, Editura Majadahonda, București, 2000[14];
- Europa Unită, Editura Majadahonda, București, 2000[16];
- Problema conducerii în Mișcarea Legionară, Editura Majadahonda, București, 2000 (este varianta reeditată a cărții „Conducere și Disciplină”)[7];
- Cele trei probe legionare. Elemente de doctrină, Editura Majadahonda, București, 2000[17];
- Lumea stranie a lui Eugen Ionescu, Editura Majadahonda, București, 2000[18];
- Antimaquiavelismo Legionário, Edicões Nossa Luta[19];
- Antimachiavélisme Légionnaire, Edicões Nossa Luta[20];
- Nuvele, Editura Majadahonda, București, 2001[21];
- Sufletul Poporului Român * Transilvania Română și Demagogia Revizionistă Maghiară, Editura Majadahonda, București, 2001[22];